# 언니가 죽었다
《언니가 죽었다》는 2016년 제작된 대한민국의 판타지 드라마 영화이다.

## 출연진
- 전여빈 - 우주 역
- 황승언 - 우희 역
- 유재명 - 재명 역
- 조현철 - 하늘 역